# Jan Muršak
Jan Muršak (ur. 20 stycznia 1988 w Mariborze) – słoweński hokeista, reprezentant Słowenii, dwukrotny olimpijczyk.

## Kariera
- HK Maribor U20 / HK Maribor (2003-2005)
- HC Czeskie Budziejowice U20 (2005-2006)
- Saginaw Spirit (2006-2007)
- Grand Rapids Griffins (2007)
- Belleville Bulls (2007-2008)
- Grand Rapids Griffins (2008-2013)
  -  Detroit Red Wings (2010-2012, 2013)
- HDD Olimpija Lublana (2012-2013)
- Amur Chabarowsk (2013)
- CSKA Moskwa (2013-2017)
- Torpedo Niżny Nowogród (2017)
- Frölunda HC (2018)
- SC Bern (2018-2020)
- Frölunda HC (2020-)

Wychowanek HK Maribor. Następnie występował w rezerwach czeskiego klubu z Czeskich Budziejowic. W tym czasie w drafcie NHL z 2006 został wybrany przez Detroit Red Wings. Tuż po tym wyjechał do Kanady, gdzie grał w juniorskiej lidze OHL w ramach CHL, a także w amerykańskich rozgrywkach AHL. Od grudnia 2010 występował w elitarnej lidze NHL w barwach drużyny z Detroit, lecz nieregularnie i większość meczów rozgrywał w zespole farmerskim w AHL. W lutym 2011 przedłużył kontrakt z klubem o dwa lata. Od września 2012 do stycznia 2013 roku na okres lokautu w sezonie NHL (2012/2013) związany kontraktem z rodzimym klubem, Olimpija Lublana. Od maja 2013 zawodnik rosyjskiego klubu Amur Chabarowsk w lidze KHL. Od maja 2013 zawodnik CSKA Moskwa. Od maja do grudnia 2017 zawodnik Torpedo Niżny Nowogród. Od stycznia do kwietnia 2018 zawodnik Frölunda HC. W kwietniu 2018 podpisał dwuletni kontrakt z SC Bern. W marcu 2020 powrócił do Frölunda HC.
Występował w juniorskich kadrach Słowenii. W reprezentacji seniorskiej uczestniczył w turniejach mistrzostw świata w 2010, 2014 (Dywizja I), 2015 (Elita), 2017 (Elita) oraz zimowych igrzysk olimpijskich 2014, 2018.

## Sukcesy
Reprezentacyjne
- Awans do mistrzostw świata Elity: 2010, 2014

Klubowe
- Bobby Orr Trophy: 2008 z Belleville Bulls
- Leyden Trophy: 2008 z Belleville Bulls
- Mistrzostwo dywizji AHL: 2013 z Grand Rapids Griffins
- Mistrzostwo konferencji AHL: 2013 z Grand Rapids Griffins
- Norman R. „Bud” Poile Trophy: 2013 z Grand Rapids Griffins
- Puchar Caldera: 2013 z Grand Rapids Griffins
- Puchar Kontynentu: 2015 z CSKA Moskwa
- Brązowy medal mistrzostw Rosji: 2015 z CSKA Moskwa
- Złoty medal mistrzostw Szwajcarii: 2019 z SC Bern

Indywidualne
- OHL 2006/2007:
  - Drugi skład gwiazd pierwszoroczniaków
- Mistrzostwa Świata Juniorów w Hokeju na Lodzie 2008/Pierwsza Dywizja Grupa B:
  - Najlepszy napastnik turnieju[10]
- Mistrzostwa Świata w Hokeju na Lodzie 2014/I Dywizja Grupa A:
  - Najlepszy napastnik turnieju[11]
- Mistrzostwa Świata w Hokeju na Lodzie 2015/Elita:
  - Jeden z trzech najlepszych zawodników reprezentacji na turnieju[12]
- KHL (2015/2016):
  - Piąte miejsce w klasyfikacji +/- w sezonie zasadniczym: +25
- Mistrzostwa Świata w Hokeju na Lodzie 2017/Elita:
  - Jeden z trzech najlepszych zawodników reprezentacji w turnieju[13]
- Hokej na lodzie na Zimowych Igrzyskach Olimpijskich 2018 – turniej mężczyzn:
  - Piąte miejsce w klasyfikacji strzelców turnieju: 3 gole[14]
  - Dziesiąte miejsce w klasyfikacji kanadyjskiej turnieju: 6 punktów[15]